# Ламберт Ред
Ламберт Ред (швед. Lambert Redd; Графтон 18. фебруар 1908 — Квинси, фебруар 1986) је бивши амерички атлетичар специјалиста за скоку удаљ.
Највећи успех у каријери постигао је на Летњим олимпијским играма 1932. у Лос Анђелесу када је освојио друго место и сребрну олимпијску медаљу у скоку удаљ 7,60 м иза свог земљака Еда Гордона (7,64).